# Miramar Rangers AFC
El Miramar Rangers AFC és un club de futbol de Wellington, al suburbi de Miramar, (Nova Zelanda).

## Palmarès
- Lliga Nacional de Futbol de Nova Zelanda:[1]
  - 2002, 2003
- Copa Chatham:[2]
  - 1966, 1992, 2004, 2010
- Central Premier League:
  - 1997, 2006, 2008, 2011, 2013, 2014